# Assembleia do povo Unido - Partido Democrático da Guiné-Bissau
APU-PDGB (oficialmente: Assembleia do Povo Unido - Partido Democrático da Guiné Bissau) é um partido político da Guiné Bissau.

## História
O partido foi criado em novembro de 2014 por Nuno Gomes Nabiam após as eleições gerais de abril a maio de 2014, nas quais foi segundo candidato mais votado ns presidenciais.  Antes das eleições presidenciais 2019, o partido assinou um acordo de coligação  com o Partido Africano para a Independência da Guiné e Cabo Verde. Recebeu 8,5% dos votos e conquistou cinco assentos na Assembléia Nacional Popular. 